# Gattergebirge
Das Gattergebirge ist eine bis etwa 618 m ü. NHN hohe und knapp 50 km² große Hügellandschaft in Oberbayern. Sie liegt nahe Sankt Wolfgang in den Landkreisen Erding und Mühldorf am Inn.
Die Begriffe Gattergebirge und Gatterberg(e) werden manchmal umgangssprachlich als Synonym benutzt. Bei Höhenunterschieden von maximal rund 160 Metern ist die Landschaft aber kein Gebirge, sondern vielmehr eine ausgeprägte Hügellandschaft aus Endmoränen, die von der Gemeinde Sankt Wolfgang als „die Toskana Oberbayerns“ bezeichnet wird.

## Geographie

### Lage
Das Gattergebirge liegt im Landkreis Erding zum größten Teil auf dem Gemeindegebiet von Sankt Wolfgang mit den ehemals selbstständigen und seit 1971 nach Sankt Wolfgang eingemeindeten Gemeinden Gatterberg, Jeßling und Schönbrunn sowie mit den Gebieten der ehemaligen Gemeinden Schiltern und Schwindkirchen im Stadtgebiet von Dorfen und zu kleinen Teilen im Landkreis Mühldorf am Inn mit den Gemeinden Obertaufkirchen und Kirchdorf (siehe hierzu den Abschnitt Ortschaften und Gemeinden).
Im Norden und Westen des Gattergebirges liegt das Goldachtal und im Osten und Süden das Ornaubachtal. Das Gebiet durchziehen zahlreiche schluchtartige Täler bildende Bachläufe wie zum Beispiel der Rimbach. Die Fußhöhe beträgt rund 450 bis 500 m.

Der südöstliche Teil zwischen Hofgiebing, Schönbrunn und Oberornau (von Oberweinberg aus gesehen)

### Naturräumliche Zuordnung
Das Gattergebirge gehört in der naturräumlichen Haupteinheitengruppe Isar-Inn-Schotterplatten (Nr. 05), in der Haupteinheit Isen-Sempt-Hügelland (052) und in der Untereinheit Isener Hügelland (052.1) zum Altmoränenhügelland des Naturraums Südliches Isener Hügelland (052.11). Seine nördlichen Ausläufer reichen in das Hochterrassenhügelland des Naturraums Nördliches Isener Hügelland (052.10).

### Höchster Gipfel
Der Gipfel der höchsten Erhebung des Gattergebirges ist etwa 618 m hoch. Er liegt wenige Meter nördlich der Kreisstraße ED21/MÜ29 zwischen den Sankt Wolfganger Bauernschaften und Weilern Frühmannstett im Norden, Schedenberg im Nordosten, Haidhäusl im Ostsüdosten, Pürstling im Südosten, Klaus im Südsüdosten, Baier im Südwesten und Herrnwies im Westen. Die etwa aus Richtung Sankt Wolfgang kommende Kreisstraße führt vorbei an der Erhebung nach Leimgruben, einem Ortsteil der Gemeinde Kirchdorf. Rund 280 m ostnordöstlich der Gipfellage liegt jenseits eines Sendeturms ein trigonometrischer Punkt auf 616,1 m Höhe. Von manchen Stellen der Erhebung kann man das Inntal und den Chiemgau überblicken.

### Ortschaften und Gemeinden
Anteil am Gattergebirge haben die Gemeinden Sankt Wolfgang, Schwindkirchen und Oberornau (zu Obertaufkirchen gehörend). Die größte Ortschaft im Gattergebirge ist das zu Sankt Wolfgang gehörende Schönbrunn. Weiteren Anteil hat die Gemeinde Dorfen und das ehemalige Gemeindegebiet von Fürholzen, das zu Kirchdorf gehört. Zu den Weilern und kleinen Gemeinden im Gattergebirge gehören unter anderem Zettl, Jeßling, Burdberg, Hofgiebing, Grüngiebing, Gmain sowie Mitterrimbach. Der zu Sankt Wolfgang gehörende Teil (Jeßling, Gatterberg, Schönbrunn) umfasst eine Fläche von 19,4 km² und hat insgesamt 885 Einwohner.

## Verkehr
Das Gattergebirge wird von den Kreisstraßen ED 21/MÜ 29 (Sankt Wolfgang–Schönbrunn) sowie ED 22 (ED 21–Armstorf) durchschnitten. Die Bundesstraße 15 verläuft unmittelbar angrenzend im Westen, die B 12 etwas weiter entfernt in südlicher Richtung. Der Abschnitt Dorfen-Heldenstein der Bundesautobahn 94 berührt um Schwindkirchen den nördlichen Rand des Gattergebirges. Die einzigen Bahnhöfe in der näheren Umgebung liegen in Dorfen und Schwindegg.